# Chae Seo-jin
Chae Seo-jin (30 de abril de 1994) es una actriz surcoreana.  

## Biografía
Su hermana mayor es la actriz Kim Ok-bin.
En mayo de 2016 decidió utilizar Chae Seo-jin como su nombre artístico, en lugar de su nombre de nacimiento Kim Go-woon.

## Carrera
Es miembro de la agencia "Will Entertainment".
Comenzó su carrera actuando en el 2006 como la versión joven del personaje Jung Hee-soo, en Over the Rainbow.
En 2014 debutó en la gran pantalla con la película My Brilliant Life.
En 2015 fue elegida como protagonista en la película Overman, que se presentó en el 20th Busan International Film Festival.
Participó en varias películas durante el año 2016 como lo fueron Write or Dance, Please Tell Me, Curtain Call y Will You Be There?. El mismo año protagonizó el drama Be Positive junto a Do Kyung-soo de EXO.
En 2017 firmó con su nueva agencia de gestión Huayi Brothers. El mismo año, fue elegida en el drama adolescente Generación de chicas 1979.
Ese mismo año realizó una aparición especial en la serie Melting Me Softly donde dio vida a la locutora Na Ha-young de joven, la novia de Ma Dong-chan, papel interpretado por la actriz Yoon Se-ah de adulta.

## Filmografía

### Series de televisión
| Año  | Título                     | Papel                  | Red           | Notas     |
| ---- | -------------------------- | ---------------------- | ------------- | --------- |
| 2006 | Over the Rainbow           | Jung Hee-soo (joven)   | MBC           | invitada  |
| 2016 | Be Positive                | Bang Hye-jung          | Naver TV Cast | drama web |
| 2017 | Lingerie Girls' Generation | Park Hye-joo           | KBS2          |           |
| 2019 | Melting Me Softly          | Na Ha-young (de joven) | tvN           | cameo     |

### Películas
| Año  | Título             | Papel                |
| ---- | ------------------ | -------------------- |
| 2014 | My Brilliant Life  | Lee Seo-ha           |
| 2015 | Overman            | Soo-hyeon / Se Young |
| 2016 | Please Tell Me     | Yoo-mi               |
| 2016 | Curtain Call       | Seul-gi              |
| 2016 | Will You Be There? | Young Yeon-ah        |
| 2017 | Write or Dance     | Go-woon              |